# Ewenny Priory

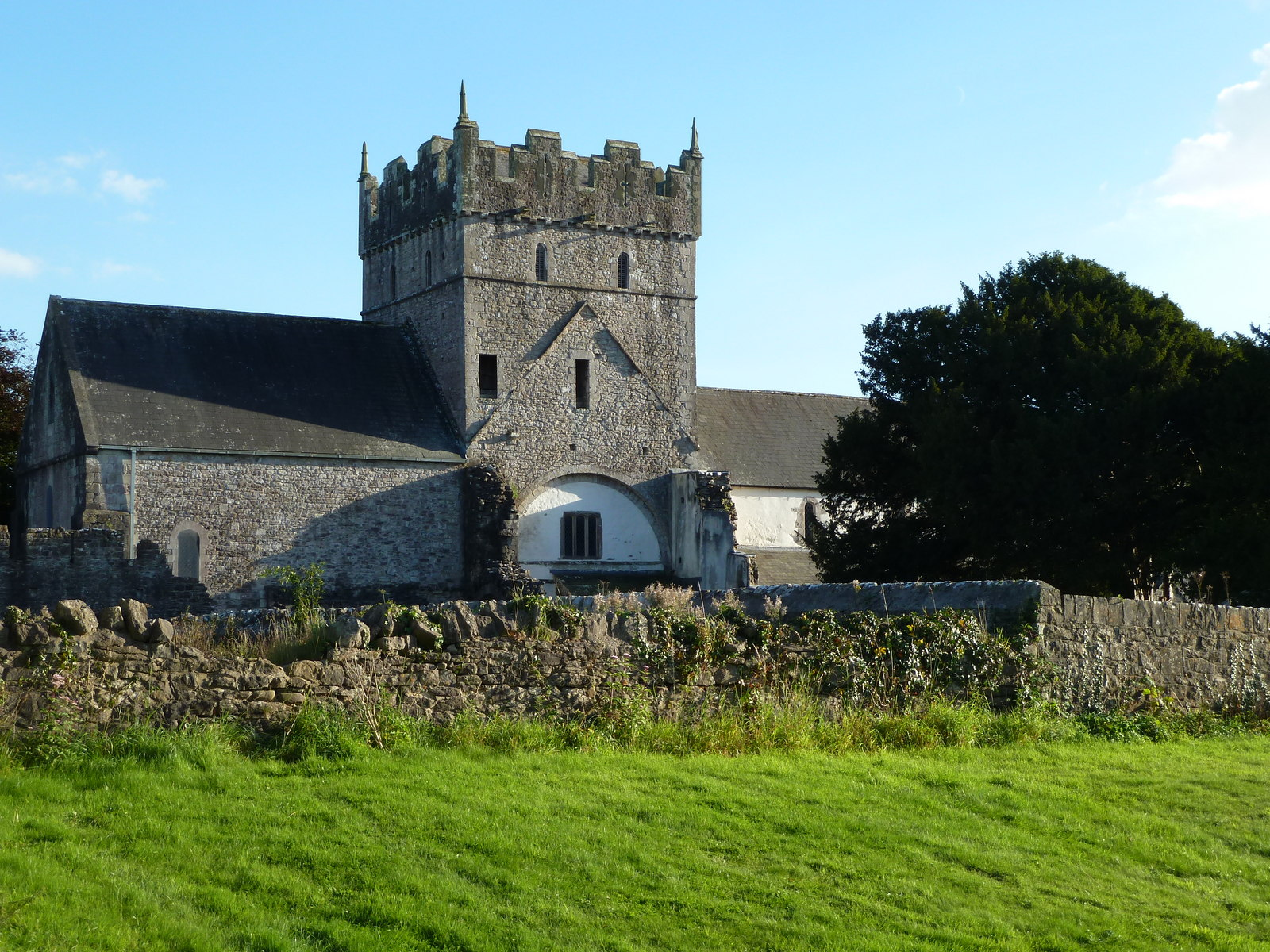
Blick von Norden auf die ehemalige Prioratskirche

Ewenny Priory (auch Ewenni) ist ein ehemaliges Benediktinerkloster in Vale of Glamorgan in Wales. Das ehemalige Kloster liegt am Südufer des River Ewenny etwa 1,6 km südlich von Bridgend. Die Kirche gilt als hervorragendes Bauwerk des normannischen Stils in Wales, dazu war das Kloster wegen seiner Wehranlagen in der Region einzigartig.

## Geschichte
Das genaue Datum der Gründung von Ewenny Priory ist nicht überliefert, doch nach der normannischen Eroberung von Südostwales stiftete William de Londres, der Lord des drei Kilometer östlich gelegenen Ogmore Castle, vor 1126 eine Kirche. Die Kirche wurde von Bischof Urban von Llandaff dem heiligen Michael geweiht. Beim Bau der Kirche wurden ältere Steine wiederverwendet, was auf eine frühere walisische Kirche an der Stelle schließen lässt. 1141 bestätigte Maurice de Londres, der Sohn von William de Londres, die Schenkung der Kirchen von Ewenny, St Brides Major und Ogmore Chapel an St Peter’s Abbey in Gloucester mit dem Wunsch, dort ein Kloster einzurichten. Die Abtei gründete in Ewenny ein Tochterkloster, in dem neben dem Prior mindestens zwölf Mönche leben sollten. Gilbert de Turberville und andere Adlige aus der Region bedachten das Kloster im 12. und 13. Jahrhundert mit weiteren Schenkungen. Als Erbe fiel Ogmore jedoch 1215 an die Herren von Kidwelly, Ende des 13. Jahrhunderts an das Duchy of Lancaster und schließlich an die Krone. Nach dem Wegfall der Stifterfamilie erhielt es keine größeren Schenkungen mehr und behielt nur seine regionale Bedeutung. Es verfügte nie über große Einkünfte. Um 1291 betrugen die jährliche Einkünfte etwa £ 56. 1284 führte Erzbischof Pecham eine Visitation des Priorats durch. Während der Rebellion von Owain Glyndŵr wurde das Priorat zu Beginn des 15. Jahrhunderts schwer beschädigt. Als König Heinrich VIII. die Reformation einführt, lebten nur noch der Prior Thomas Bysley und zwei Mönche in dem Kloster. Die drei unterzeichneten 1534 die Suprematsakte. Dennoch wurde das Kloster, dessen jährliche Einkünfte um 1535 über £ 78 betrugen, am 2. Januar 1540 aufgelöst. Die Verwaltung des Priorats war bereits am 28. Februar 1537 für 99 Jahre von Sir Edward Carne erworben worden, der auch für die Pension von Prior Edmund Wotton und von den beiden Mönche aufkommen musste. 1545 erhielt Carne die Erlaubnis, das Kloster zu kaufen. Er und seine Nachfahren bauten einen Teil der Konventgebäude zu einem Herrenhaus um, während der andere Teil verfiel und schließlich abgerissen wurde. Der östliche Teil der Kirche blieb nach der Auflösung des Priorats ungenutzt und verfiel. Das Kirchenschiff wurde dagegen als Pfarrkirche genutzt.

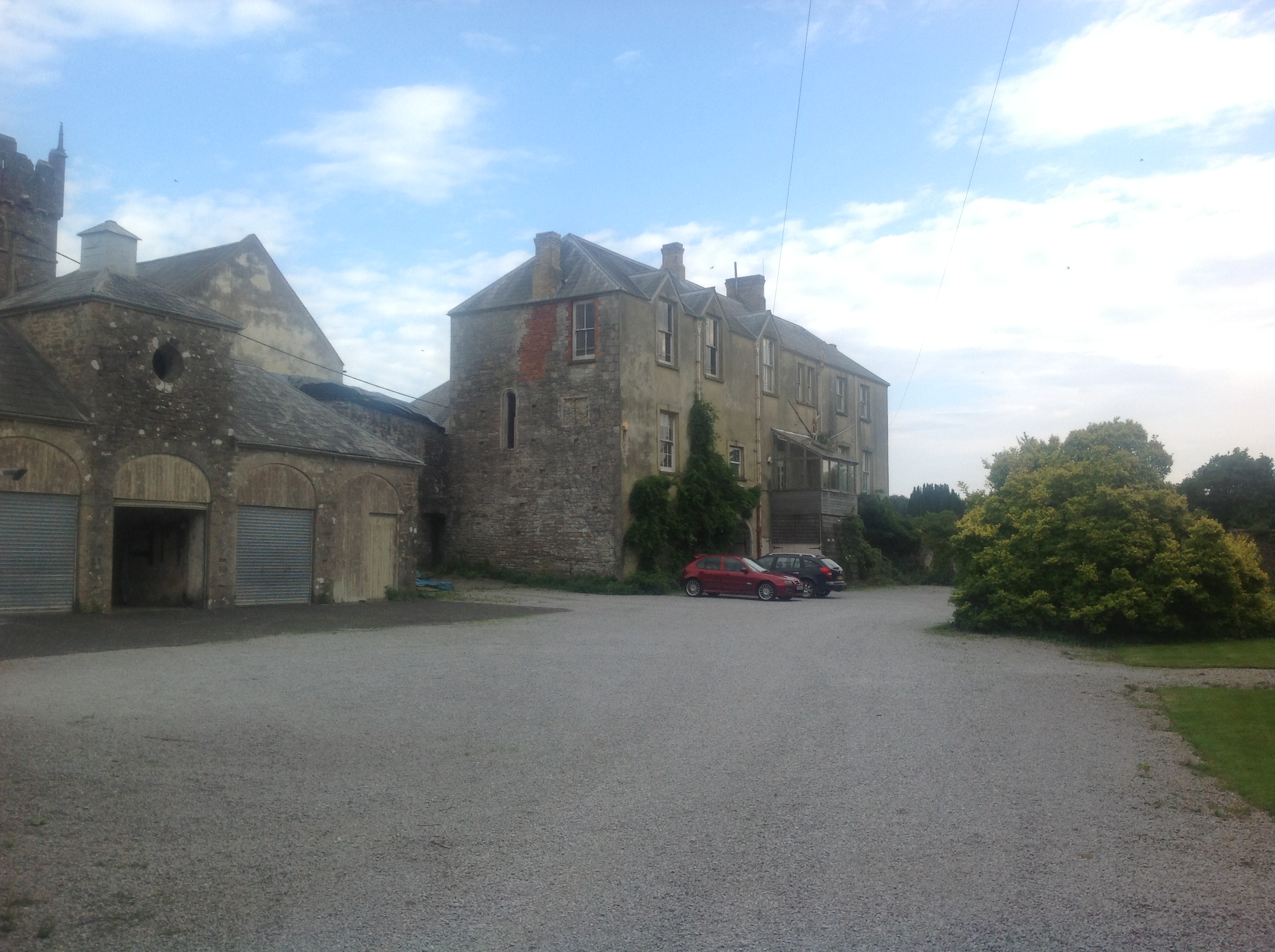
Der Westflügel des ab dem 16. Jahrhundert zu einem Herrenhaus umgebauten Klosters

Zu Beginn des 18. Jahrhunderts wurden die Wehrmauern teils niedergelegt, um Platz für einen Landschaftsgarten zu schaffen. Im 18. Jahrhundert erbte Richard Turbervill das Anwesen. Dessen Nachfahre Richard Picton Turbervill ließ das Herrenhaus, angeblich nach Plänen von John Nash, im Georgianischen Stil erheblich umbauen. 1872 und 1893 wurde das Gebäude erneut umgebaut. Trotz dieser Umbauten ist vor allem noch im Süd- und im Westteil des Gebäudes mittelalterliches Mauerwerk erhalten. Von 1869 bis 1886 ließ Thomas Picton Turbervill, beraten durch E. A. Freman, den östlichen Teil der Kirche restaurieren. Seit dem 26. Juli 1963 ist die Kirche zusammen mit den erhaltenen Grabdenkmälern als Kulturdenkmal geschützt. Sie und die ehemaligen Wehranlagen sind als Kulturdenkmal der Kategorie Grade I, das ehemalige Prioratsgebäude als Kulturdenkmal der Kategorie Grade II*, die ehemaligen Stallungen aus dem 19. Jahrhundert und weitere Bauten der Anlage als Kulturdenkmal der Kategorie Grade II geschützt, dazu gilt das ehemalige Kloster als Scheduled Monument. Der Ostteil der Kirche befindet sich in der Obhut von Cadw und kann besichtigt werden, der Westteil dient weiterhin als Pfarrkirche St Michael. Das Herrenhaus und die umgebenden Gebäude sind in Privatbesitz und können nicht besichtigt werden.

## Bauten und Anlage

### Die ehemalige Prioratskirche
Die Kirche wurde vermutlich zum Großteil um 1120 im Stil der anglo-normannischen Architektur errichtet und wenig später erweitert, wobei die Mauern erhöht wurden. Weitere Umbauten, vor allem am Vierungsturm, erfolgten um 1300, als auch die umgebenden Wehranlagen erweitert wurden. Der Chorraum stammt aus dem 14. Jahrhundert. Da das Kloster aber nach dem Aussterben der Stifterfamilie keine größeren Schenkungen mehr erhielt, fehlten ihm die Mittel für größere Umbauten oder Erweiterungen.

#### Äußeres

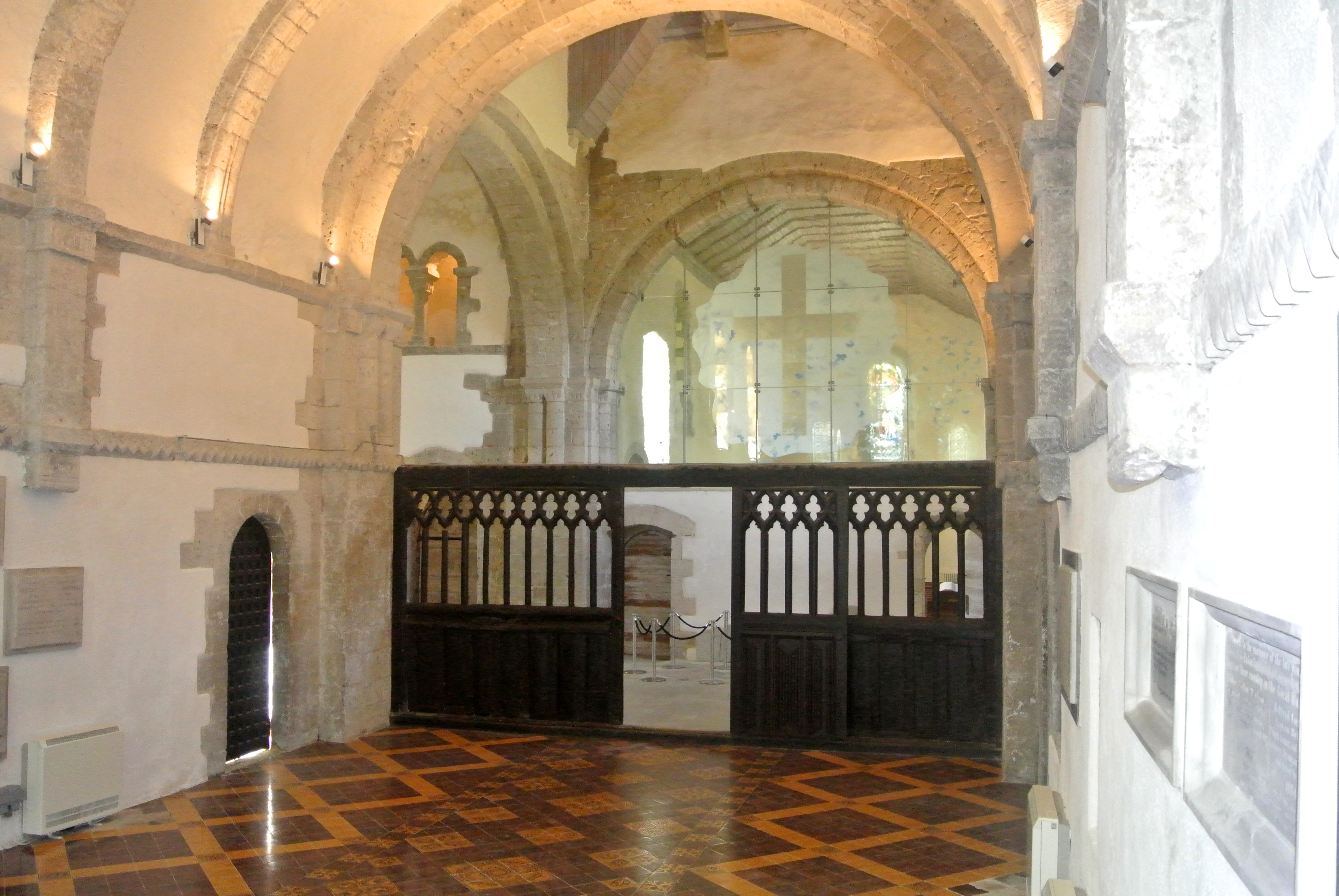
Blick vom Chor in die Vierung und das Langhaus der Kirche

Die Kirche wurde aus Bruchstein errichtet und war ursprünglich verputzt. Das Dach ist mit walisischem Schiefer gedeckt. Die Kirche besaß ursprünglich einen kreuzförmigen Grundriss mit rechteckigem Chor, niedrigem Vierungsturm, einem Querhaus mit je zwei Kapellen an der Ostseite und einem Langhaus mit einem nördlichen Seitenschiff. Von dem nördlichen Querhaus und von den den Chor flankierenden Kapellen sind nur Ruinen erhalten, das nördliche Seitenschiff wurde im 19. Jahrhundert rekonstruiert, nachdem es im frühen 19. Jahrhundert eingestürzt war.

#### Inneres
Die Wände des Kircheninneren sind aus behauenem Stein und teilweise verputzt. Durch die Rundbögen und der einfachen, geometrischen Verzierung wirkt es streng und dunkel. Bereits im Mittelalter war die Kirche in den Mönchschor im Osten und in das als Pfarrkirche dienende Langhaus unterteilt. Der hölzerne Schirm, der Langhaus und Mönchschor trennt, stammt zum Teil noch aus dem 14. Jahrhundert.  Der Hauptzugang zum Chorraum liegt an der Nordseite. Der Chorraum besitzt ein Tonnengewölbe, das östlichste Joch jedoch ein Kreuzrippengewölbe. Die Vierung und das Langhaus besitzen erneuerte Holzdecken. Der Fußboden des Chorraums ist rekonstruiert, der steinerne Altar ist noch mittelalterlich. Im südlichen Querhaus befinden sich noch drei Rundbogenfenster im normannischen Stil. Von hier führte eine Treppe in das Dormitorium der Mönche. Die Tür und eine weitere Tür im Querhaus sind zugemauert. Das Querhaus enthält zahlreiche Grabdenkmäler an den Wänden und in den Fußboden eingelassene Grabsteine, darunter das aus dem frühen 13. Jahrhundert stammende Grab von Maurice de Londres sowie vermutlich das von seinem Sohn William de Londres und das von Hawise de Londres. Dazu kommen zahlreiche Grabplatten von Prioren und Mönchen des Klosters sowie ein Grab mit nach 1650 verstorbenen Angehörigen der Familie Carne. Mehrere Gedenktafeln erinnern an Mitglieder der Familien Turberville und Carne errichtet. Zwei Durchgänge mit Rundbögen führten wohl in angrenzende, tonnengewölbte, doch nicht mehr erhaltene Kapellen. An der Ostwand des Querhauses sind Reste von mittelalterlichen Wandmalereien erhalten. Die Buntglasfenster wurden im 19. Jahrhundert nach dem Vorbild des Arts and Crafts Movement gefertigt.
Das schlichte Kirchenschiff ist innen verputzt. Das Seitenschiff ist durch vier runde Pfeiler mit Rundbögen abgetrennt. An den Wänden befinden sich einfache Gedenkplatten aus dem 18. Jahrhundert und eine Gedenktafel für die Mitglieder der Pfarrei, die während des Ersten Weltkriegs gefallen sind.

## Die ehemaligen Konventgebäude

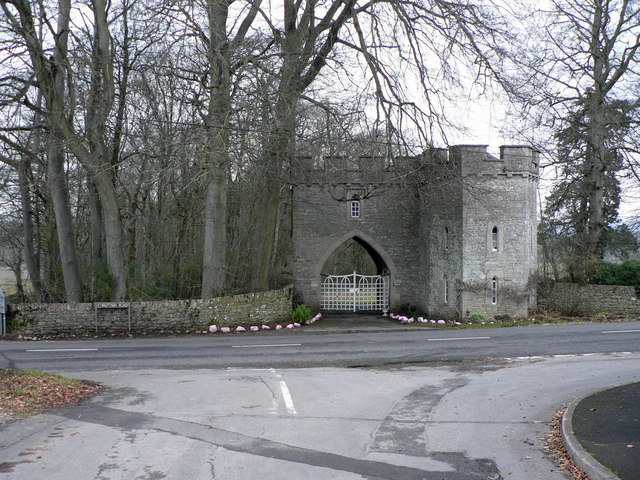
Das südliche Torhaus der Wehranlagen von Ewenny Priory

Südlich der Kirche befanden sich die Konventgebäude, die zu Beginn des 19. Jahrhunderts abgerissen wurden. An ihrer Stelle wurden jüngere Gebäude errichtet, in die teilweise mittelalterliche Mauerreste mit einbezogen wurden. Unter anderem sind zwei Türen aus dem 14. Jahrhundert erhalten. Von dem West- und Ostflügel des Klosters ist nichts erhalten.

## Wehranlagen
Bereits im 12. Jahrhundert wurde das Kloster mit einer Wehrmauer mit Toren und Türmen umgeben, die um 1300 ausgebaut wurde und schließlich fünf Türmen und zwei Torhäuser umfasste. Diese Wehranlage war trotz der häufigen Kämpfe zwischen Walisern und Anglonormannen für ein walisisches Kloster sehr ungewöhnlich. Obwohl die Wehranlagen durchaus funktionsfähig waren, dienten sie wohl vor allem zur Repräsentation. Die Mauern umschlossen eine Fläche von etwa 173 mal 118 m, die somit auch vor allem Süden und Westen der Konventgebäude umschloss. Von den Mauern sind vor allem noch die Mauern im Osten und Westen sowie teilweise im Norden erhalten. Vor allem die Westmauer ist noch in voller Höhe mit den Resten der Zinnen und eines Wehrgangs erhalten. Der Hauptzugang zum Kloster war das als dachlose Ruine erhaltene nördliche Torhaus, das mit einem Fallgatter und Mörderlöchern im Durchgang gesichert war. Das südliche Torhaus wurde um 1860 zu einem Wohnhaus umgebaut. Die Türme sind als Ruinen erhalten.